# ザニュースTSC
『ザニュースTSC』（ザニュース ティーエスシー）は、2005年4月1日から2010年3月31日までテレビせとうちで月曜 - 金曜の夕方に放送されていたローカルニュース番組。

## 概要
2005年3月まで同時間帯に放送されていた『せとうちニュースアイ』を、テレビ東京発の夕方の全国ニュース『TXNニュースアイ』の終了（『速ホゥ!』へ移行）に合わせてリニューアル。2005年4月1日に放送を開始した。
番組は岡山県と香川県のその日一日のニュースや話題を伝えていた。また、山陽新聞と提携し、その日の夕刊からのニュースをピックアップするコーナーなども設けていた。
しかし、2006年4月から17:30に全国ネットのアニメ枠『アニメ530』が編成された関係で、充分なローカルニュース枠が確保できなくなったため、番組は同年4月3日に『レディス4』の後半10分枠と5分のスポット枠を使って『速ホゥ!』を内包した45分番組『ザニュースTSCワイド』へ一時的にリニューアルした。その後の2007年4月2日、『速ホゥ!』の構成変更によって15分のローカルニュース枠が確保できたことから、タイトルを『ザニュースTSC』に戻し、17:15からの15分番組になった。
2007年9月12日、『速ホゥ!』が安倍晋三首相辞意表明関連ニュースによって30分拡大されたため、17:45からに繰り下げられた。なお、開始前には普段は放送終了後に流れる『レースガイド』が放送された。
2008年4月からは、それまでのキャスター男女2人体制から女性1人体制に変更。女性1人体制は『せとうちニュースアイ』以来である。同時にテーマソングやスタジオCG、ニュース項目テロップも変更された。その後の2010年1月4日より女性2人体制に再び変更された。
2010年1月4日からは、一般ニュース主軸から経済ニュース主軸へと移行した。これは、土曜朝に放送されていた『せとうち Life&Biz』の終了に伴うものである。
番組は2010年3月31日放送分をもって終了した。これは、月曜 - 金曜 9:30 - 10:00に新たに設けられる生情報番組『せとうちパレット930』に人員を集約させるためで、同時に『TSCサタデーナウ』も終了した。これにより、TSCで長年放送されていた平日夕方のローカルニュースが廃枠となり、17:15以降は『NEWS FINE』のテレビ東京ローカルパートをそのまま最後までネットし、17:20からはテレビショッピングや自社制作のミニ番組『岡山・香川の近代遺産』を放送するようになった。ただし、土曜・日曜の夕方についてはそれまで通りに定時ニュースの『TSCニュース』が放送されている。また、平日夕方のニュースは事実上15:30 - 15:35ならびに21:54（水・木は22:54）からのTSCニュースでカバーする形となっていた。
それから2年後の2012年4月2日、TSCは『news5』をスタートさせて平日夕方のローカルニュースを再開した。『せとうちパレット930』については、土曜9:30枠へ移動リニューアルする形で再び分離される形となった。

## 放送時間帯
- 月曜 - 木曜 17:23 - 17:45 / 金曜 17:23 - 17:55 （2005年4月 - 2006年3月）
- ザニュースTSCワイドを参照（2006年4月 - 2007年3月）
- 月曜 - 金曜 17:15 - 17:30 （2007年4月 - 2010年3月）

## 出演者
| 期間      | 期間       | 男性       | 女性              | 女性              |
| 期間      | 期間       | 男性       | 月曜 - 水曜       | 木曜・金曜        |
| --------- | ---------- | ---------- | ----------------- | ----------------- |
| 2005.4.1  | 2007.12.28 | 天野憲一郎 | 中島千晶          | 中島有香          |
| 2008.1.7  | 2008.3.28  | 天野憲一郎 | 保崎弥緒          | 中島有香          |
| 2008.3.31 | 2008.6.27  | （不在）   | 中島有香          | 保崎弥緒          |
| 2008.6.30 | 2009.5.1   | （不在）   | 中島有香          | 中島千晶          |
| 2009.5.4  | 2009.12.25 | （不在）   | 保崎弥緒          | 中島千晶          |
| 2010.1.4  | 2010.3.31  | （不在）   | 保崎弥緒 舩岳美希 | 中島千晶 舩岳美希 |